# Пријего де Кордоба
Пријего де Кордоба (шп. Priego de Córdoba) град је у Шпанији у аутономној заједници Андалузија у покрајини Кордоба. Према процени из 2017. у граду је живело 22 855 становника.

## Становништво
Према процени, у граду је 2017. живело 22 855 становника.
| 1970.  | 1981.  | 1991.  | 2001.  | 2011.  | 2017.  |
| ------ | ------ | ------ | ------ | ------ | ------ |
| 21.229 | 19.485 | 20.823 | 22.378 | 23.528 | 22.855 |